# Nicolás Jiménez de Lobatón y Azaña
Nicolás Jiménez de Lobatón y Azaña, I marqués de Rocafuerte (Lima, 31 de julio de 1693-La Plata, 5 de noviembre de 1757), fue un magistrado y noble criollo, funcionario colonial en el Virreinato del Perú.

## Biografía
Sus padres fueron el magistrado español Juan Jiménez de Lobatón y Morales, oidor de la Real Audiencia de Lima, y la limeña Francisca Ventura de Azaña y Valdés. Inició sus estudios en el Colegio Real de San Martín en 1709.
Pasó al Cusco, donde fue elegido alcalde (1721) y luego, procurador general de la ciudad (1722). Nombrado Tesorero General del Tribunal de la Santa Cruzada en aquella diócesis, hubo de efectuar algunos viajes a través de los pueblos del altiplano; y en cierta oportunidad fue interceptado en Lampa por algunos soldados que le requisaron ciertos géneros de contrabando que llevaba (diciembre de 1742); pero interpuso reclamación ante el virrey marqués de Villagarcía, quien ordenó que todo le fuera devuelto según la relación formulada en el acto de despojo.
Luego fue distinguido con el título de marqués de Rocafuerte (17 de marzo de 1746) y beneficiado con los corregimientos de Paruro, Calca y Santa. Finalmente fue nombrado presidente de la Real Audiencia de Charcas; donde quedó conocido por sus «aires de grandeza» y su soberbia (Bridikhina, Eugenia. 2007. Theatrum mundi. Entramados del poder en Charcas colonial. La Paz/Lima: Plural/ Instituto Francés de Estudios Andinos, pp. 161-162). Fue destituido del cargo por Real Cédula de 2 de septiembre de 1756, por su «desarreglada conducta» (Archivo General de Indias, Sevilla, legajo Charcas 433), en especial por su complicidad con otros oidores de la Real Audiencia en la defensa y patrocinio de los abusos de los corregidores de las provincias contra los indios. En el contexto de esta característica coligación cortesana de intereses escusos, llegó a casar de forma ilegal a su hija, Constanza Irene de Lobatón, con el oidor Melchor de Santiago Concha, uno de los implicados en los abusos investigados por el visitador Juan Francisco Pestaña, entre 1758 y 1762, por orden del Consejo de Indias (Archivo General de Indias, Sevilla, legajos: Charcas 449 a 453).

## Matrimonio y descendencia
Casado en el Cuzco el 11 de noviembre de 1719, con la dama cusqueña Constanza Costilla y Cartagena (1686-1761), hija de Pablo Costilla Galinato y Valverde, II marqués de San Juan de Buenavista, tuvo la siguiente descendencia:
- Manuel Antonio Jiménez de Lobatón y Costilla, caballero de la Orden de Santiago, casado en dos ocasiones, con sucesión.
- María Leandra Jiménez de Lobatón, casada con Fernando de Moscoso y Venero, alcalde ordinario del Cuzco, con sucesión.
- Constanza Irene Jiménez de Lobatón, casada con Melchor de Santiago Concha y Errazquin, oidor en La Plata, Santiago de Chile y Lima, con sucesión.